# Jacopo Schettini Gherardini

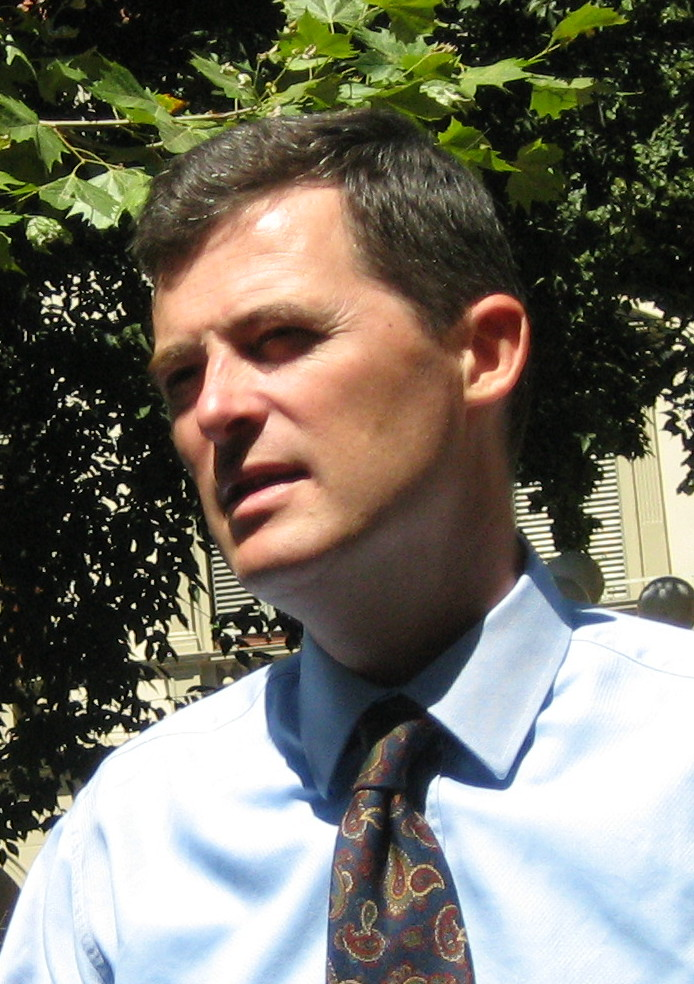
Jacopo Schettini Gherardini, Primarie del 2007

Jacopo Schettini Gherardini (Firenze, 11 febbraio 1965) è un economista italiano.

## Biografia
Laureato in Scienze Politiche (Studi Strategici) alla "Cesare Alfieri" di Firenze, ha un Dottorato di Ricerca (PhD) in Finanza alla Facolta di Economia di Trieste. Ha avviato il proprio percorso professionale nei mercati finanziari internazionali lavorando per la Hong Kong and Shanghai Banking Corporation Group, (HSBC), a Londra e, in Italia, per varie banche tra cui IMI, banca allora controllata dal Ministero del Tesoro poi privatizzata e successivamente fusa con il Sanpaolo. Nel 2001 diviene amministratore delegato della Aei Holding (fondi comuni di investimento sostenibili) e nel 2004 direttore della agenzia Standard Ethics di Bruxelles (rating etici e di sostenibilità), responsabile della ricerca.
Svolge ricerca sui temi della corporate governance, responsabilità sociale d'impresa, sviluppo sostenibile, modelli reputazionali e collabora con vari istituti di ricerca, tra cui la Scuola di Dottorato di Ricerca in Finanza dell'Università di Trieste.
Il 3 luglio 2007 si colloca in aspettativa per 4 mesi: è il secondo candidato ufficiale, dopo Walter Veltroni, alle elezioni primarie per la Segreteria Nazionale del Partito Democratico (seguiranno poco dopo anche quelle di Rosy Bindi ed Enrico Letta). La candidatura di Schettini venne presentata dallo stesso candidato, nella sua prima lettera aperta (3 luglio), come una testimonianza della società civile, espressione di una “sinistra liberale e rigorosa”, non ideologica, ma pragmatica, meritocratica, ed “a forte connotazione europea” per contribuire alla fisionomia del nascente PD. Favorevole al maggioritario (uninominale) e per una semplificazione e drastico ricambio nella vita politica nazionale, Schettini proseguirà le ultime tre settimane di campagna elettorale in "ticket" con Pier Giorgio Gawronski (le liste nazionali alle Primarie di Schettini: "Noi per il Partito Democratico"). Il 5 settembre 2007, in una lettera aperta, conia l'idea del partito "verde-bianco-rosso". Principio ispiratore che si ritrova nella dichiarazione ufficiale di presentazione del simbolo del Partito Democratico avvenuta il successivo 21 novembre.
Ha partecipato alla redazione del Codice Etico del PD (da lui proposto al termine delle primarie) collaborando direttamente con la Commissione presieduta da Sergio Mattarella (di cui Marcella Lucidi era relatrice).
Se si esclude una sua candidatura di bandiera richiesta dal PD alle amministrative di Firenze del 2009 (in appoggio alla candidatura di Matteo Renzi), non risulta che Schettini Gherardini sia stato attivo in politica, ed abbia accettato ed avuto incarichi politici o istituzionali, confermando la sua intenzione di considerare la sua partecipazione alla nascita del PD come una parentesi d'impegno civile.
Schettini Gherardini, tra il 1984 e 1987, ha avuto una pregressa esperienza politica giovanile durante il periodo universitario come segretario dei circoli fiorentini della Federazione Giovanile Repubblicana del Partito Repubblicano Italiano allora partito di sinistra sotto la guida di Giovanni Spadolini. Risulta che sotto la sua segreteria fosse stata adottata per i circoli fiorentini, statutariamente, la certificazione indipendente obbligatoria del bilancio. Rimase l'unico caso nella politica italiana sino alle norme del 2012.
Tra le monografie si cita "Etica, futuro e finanza", Edizioni Sole 24Ore del 2002, "Reputazione e rischio reputazionale in economia. Un modello teorico" Ed. Franco Angeli del 2011 (in ambito economico) e nel 2009 "Il Partito Democratico ed il rifiuto di Hans Bidermann", Edizioni Odissea / Nuove Scritture, Milano (ambito politico).